# アシュレイ・ボール
アシュレイ・ボール（Ashleigh Adele Ball、1983年3月31日 - ）は、カナダの声優、ミュージシャン。

## 出演作品
- ジョニーテスト - メアリー・テスト
- マイリトルポニー〜トモダチは魔法〜 - レインボーダッシュ、アップルジャック
- ブロニーテイル
- ハローカーボット - E-ライン
- 灼眼のシャナ - 平井ゆかり